# Cem Alpek
Cem Alpek ('ʤɛm alpek), född 6 juli 1997, är en svensk fotbollsmålvakt som spelar för IFK Haninge. 

## Karriär
Moderklubben är IFK Stockholm. Alpek gjorde första debut i Superettan 2016 den 23 maj 2016 då AFC United mötte Åtvidabergs FF bortaplan som resultera i en förlust 0–4 mot Åtvidabergs FF. Han var med i startelvan från början. Hemmaplan mot Örgryte IS den 11 juni 2016 ersattes Alpek in i den 79:e minuten mot Josh Wicks. Matchen resulterade i en 2–0-vinst för AFC United (nuvarande AFC Eskilstuna).
I augusti 2017 signerade Cem Alpek på för den turkiska fotbollsklubben Ümraniyespor, som spelar i TFF 1. Lig, näst högsta serien i Turkiet. Kort därefter gick han till IFK Aspudden-Tellus. Sommaren 2019 gick Alpek till Sollentuna FK. Sommaren 2020 gick han till Newroz FC. I februari 2021 värvades Alpek av IFK Haninge.
Inför säsongen 2023 gick Alpek till division 2-klubben Karlbergs BK. Han var med och vann serien i sitt första år i Karlberg och följde med laget upp till Ettan Norra säsongen 2024. Inför säsongen 2025 återvände Alpek till IFK Haninge.